# Sybille de Coster-Bauchau
Sybille de Coster-Bauchau (Elisabethstad, 23 februari 1953) is een Belgisch politica voor de MR.

## Levensloop
De Coster-Bauchau, telg uit het geslacht Bauchau, werd geboren in Belgisch Congo, waar haar vader Pierre Bauchau actief was in de zakenwereld en ze haar jeugd doorbracht tot de Congolese onafhankelijkheid in 1960. Daarna leefde zij in België. Na haar studies werd ze verpleegkundige. Van 1975 tot 1979 woonde zij in Canada, waar haar vader naartoe verhuisd was, en van 1979 tot 1984 in Afrika, alvorens ze zich definitief weer in België vestigde. Daarna werd ze bestuurder bij verschillende KMO's in de industrie en de dienstensector.
In 1988 begon haar politieke loopbaan toen zij als onafhankelijke kandidaat tot gemeenteraadslid van Graven (Grez-Doiceau) verkozen werd. Na één legislatuur werd ze er in 1994 schepen, een mandaat dat ze tot in 2003 uitoefende. Ze was als schepen bevoegd voor Ruimtelijke Ordening, Leefmilieu en Sociale Zaken, evenals van 1995 tot 2000 voor Financiën. In februari 2003 volgde ze de plotseling overleden Fernand Vanbéver op als burgemeester van de gemeente, een mandaat dat ze tot 2006 uitoefende. Na de gemeenteraadsverkiezingen van oktober 2006 belandde de Coster-Bauchau in de oppositie, om zes jaar later, in december 2012, opnieuw burgemeester van de gemeente te worden, ditmaal tot in december 2018. Daarna werd ze opnieuw gemeenteraadslid in de oppositie.
Daarnaast werd de Coster-Bauchau bestuurder van de Waals-Brabantse intercommunales IBW (voor streekontwikkeling) en ISBW (actief in de sociale sector). In 2000 sloot ze zich aan bij de liberale PRL, vanaf 2002 MR genoemd, en kwam ze voor de partij op bij de provinciale verkiezingen van dat jaar. Ze werd verkozen en vervulde het mandaat van provincieraadslid van Waals-Brabant tot in 2009. Van 2006 tot 2009 was ze voorzitter van de MR-fractie in de provincieraad.
In juni 2009 werd de Coster-Bauchau voor het arrondissement Nijvel verkozen in het Waals Parlement en in het Parlement van de Franse Gemeenschap, twee mandaten die ze tot in mei 2014 uitoefende. In het Waals Parlement kwam ze vooral tussenbeide over onderwerpen als geluidsoverlast en windmolens en zetelde ze in de commissie Algemene Zaken, Administratieve Vereenvoudiging, Europese Fondsen en Internationale Betrekkingen en in de commissie Leefmilieu, Ruimtelijke Ordening en Mobiliteit, in het Parlement van de Franse Gemeenschap legde ze zich toe op onderwijs en had ze zitting in de commissie Hoger Onderwijs. In het Waals Parlement zetelde de Coster-Bauchau eveneens in het adviescomité voor Europese aangelegenheden en interesseerde ze zich in de institutionele evolutie van de Duitstalige Gemeenschap, alsook nam ze van 2013 tot 2014 deel aan gezamenlijke vergaderingen van het Waals Parlement, het Vlaams Parlement en het Brussels Hoofdstedelijk Parlement inzake het waterbeleid. Ook diende ze voorstellen tot decreet in aangaande de organisatie van volksraadplegingen in Wallonië en het invoeren van een minimale dienstverlening bij de openbare vervoersmaatschappij TEC in het geval van syndicale acties.
Bij de federale verkiezingen van mei 2014 werd de Coster-Bauchau verkozen in de Kamer van volksvertegenwoordigers voor de kieskring Waals-Brabant. Ze werd er lid van de commissies Sociale Zaken en Naturalisaties, alsook van de bijzondere commissie naar seksueel misbruik. 
Na de verkiezingen van mei 2019 keerde ze terug naar het Waals Parlement en het Parlement van de Franse Gemeenschap. Van juni tot oktober 2019 was ze ondervoorzitter van het Parlement van de Franse Gemeenschap en van oktober 2019 tot december 2022 was ze secretaris van het Waals Parlement. In 2022 kwam het Waals Parlement onder vuur te liggen wegens financieel wanbeheer en buitensporige uitgaven, waar het bureau, waarvan de Coster-Bauchau als secretaris deel uitmaakte, zonder kritische vragen mee instemde. Onder druk van de meerderheidspartijen namen de bureauleden hierdoor allemaal ontslag. Daarnaast zetelde de Coster-Bauchau in het Waals Parlement in de commissie Huisvesting en Lokale Besturen en lag ze er aan de basis van de goedkeuring van een decreet dat de indexatie van huurwoningen op de privémarkt koppelde aan de score van het energieprestatiecertificaat. In het Franse Gemeenschapsparlement was ze tevens lid van de commissie Algemene Zaken en Internationale Betrekkingen, die vanaf 2023 tevens bevoegd was voor Sport en Onderwijs voor Sociale Promotie.
Bij de verkiezingen van juni 2024 stelde de Coster-Bauchau zich niet langer kandidaat voor een parlementair mandaat, na vijftien jaar parlementslid te zijn geweest.